# Годів
Го́дів — село в Україні, у Зборівській міській громаді Тернопільського району Тернопільської області. Розташоване на річці Зварич, на північному заході району.
Населення — 750 осіб (2003).

## Географія
Через село тече річка Зварич, ліва притока Махнівки.

## Історія
Поблизу Годова виявлено археологічні пам'ятки доби бронзи та ранньої залізної доби.
Згадується 23 листопада 1439 року в протоколах галицького суду. Ще одна писемна згадка — 1440 року.
11 червня 1694 року під час нападу татар на село відбувся бій, у якому 400 крилатих гусарів успішно протистояли 40 тисячам татарів і перемогли їх. Від ран загинув керівник оборонців Ян Загоровський. Король Іоанн ІІІ Собеський наказав поставити йому пам'ятник (кам'яний, зберігся донині, відреставрований влітку 2014 р.).
Від 1879 року маєток у селі належав дідичу Бережан, графові Станіславові Потоцькому.
У 1929 році відбувся страйк селян.
Діяли українські товариства «Просвіта», «Сільський господар».
18 липня 1944 Годів зайнято Червоною армією.
12 червня 2020 року, відповідно до розпорядження Кабінету Міністрів України № 724-р «Про визначення адміністративних центрів та затвердження територій територіальних громад Тернопільської області» увійшло до складу Зборівської міської громади.
19 липня 2020 року, в результаті адміністративно-територіальної реформи та ліквідації Зборівського району, село увійшло до складу Тернопільського району.

## Населення
Згідно з переписом УРСР 1989 року чисельність наявного населення села становила 864 особи, з яких 388 чоловіків та 476 жінок.
За переписом населення України 2001 року в селі мешкало 670 осіб.

### Мова
Розподіл населення за рідною мовою за даними перепису 2001 року:
| Мова       | Відсоток |
| ---------- | -------- |
| українська | 99,72 %  |
| російська  | 0,14 %   |

## Пам'ятки
Є дерев'яна церква святого архістратига Михаїла (1928).
Споруджено пам'ятник воїнам-односельцям, полеглим у німецько-радянській війні (1985), насипано символічну могилу Борцям за волю України.

## Соціальна сфера
Діють Годівська ЗОШ І-ІІ ступенів, клуб, бібліотека.

## Відомі люди
- У Годові народився письменник, журналіст, перекладач В. Луцик.
- Із Годова походить родовід по батьківській лінії Маркіяна Шашкевича.

## Галерея

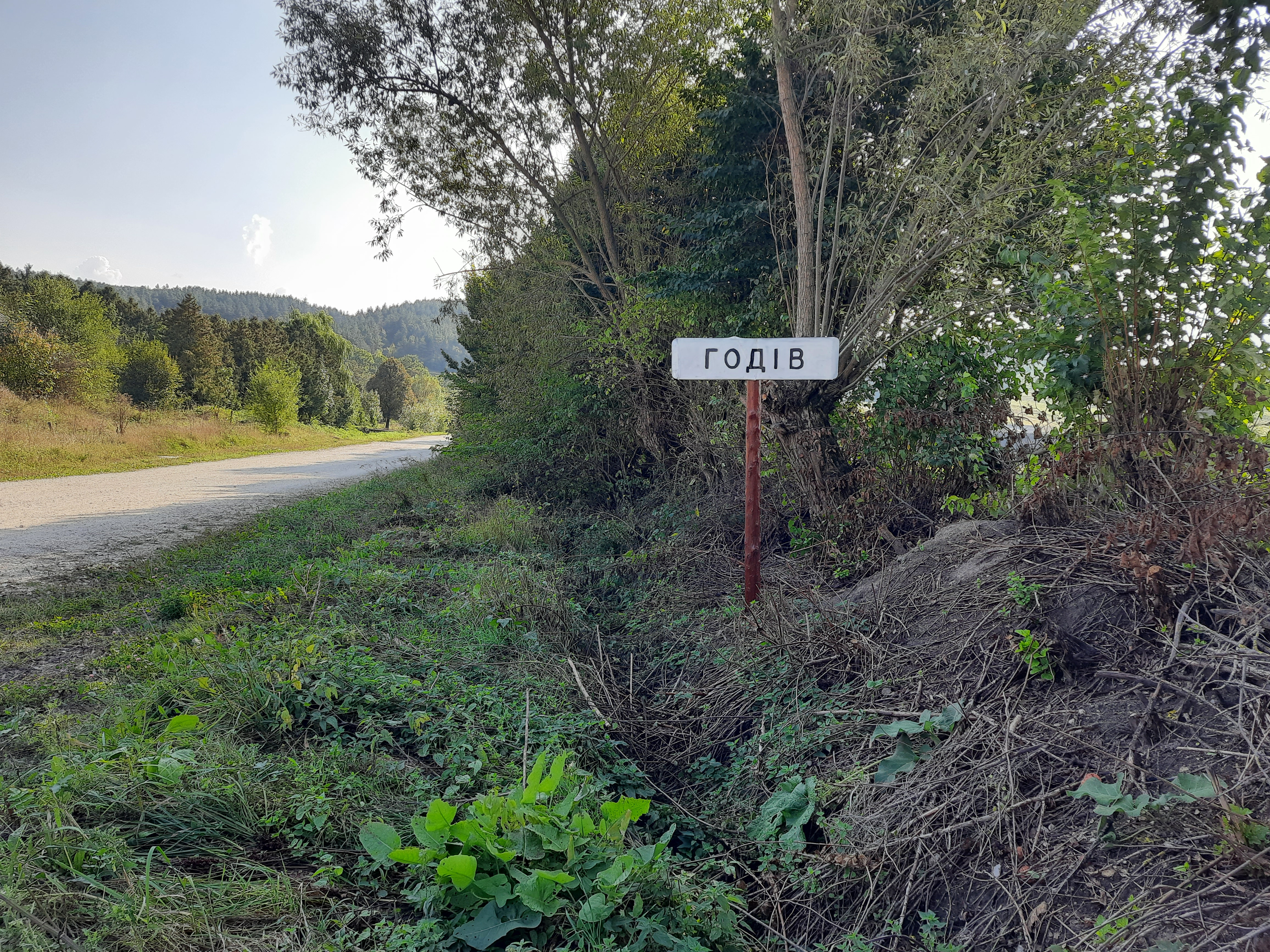
Дорожній знак при в'їзді в село
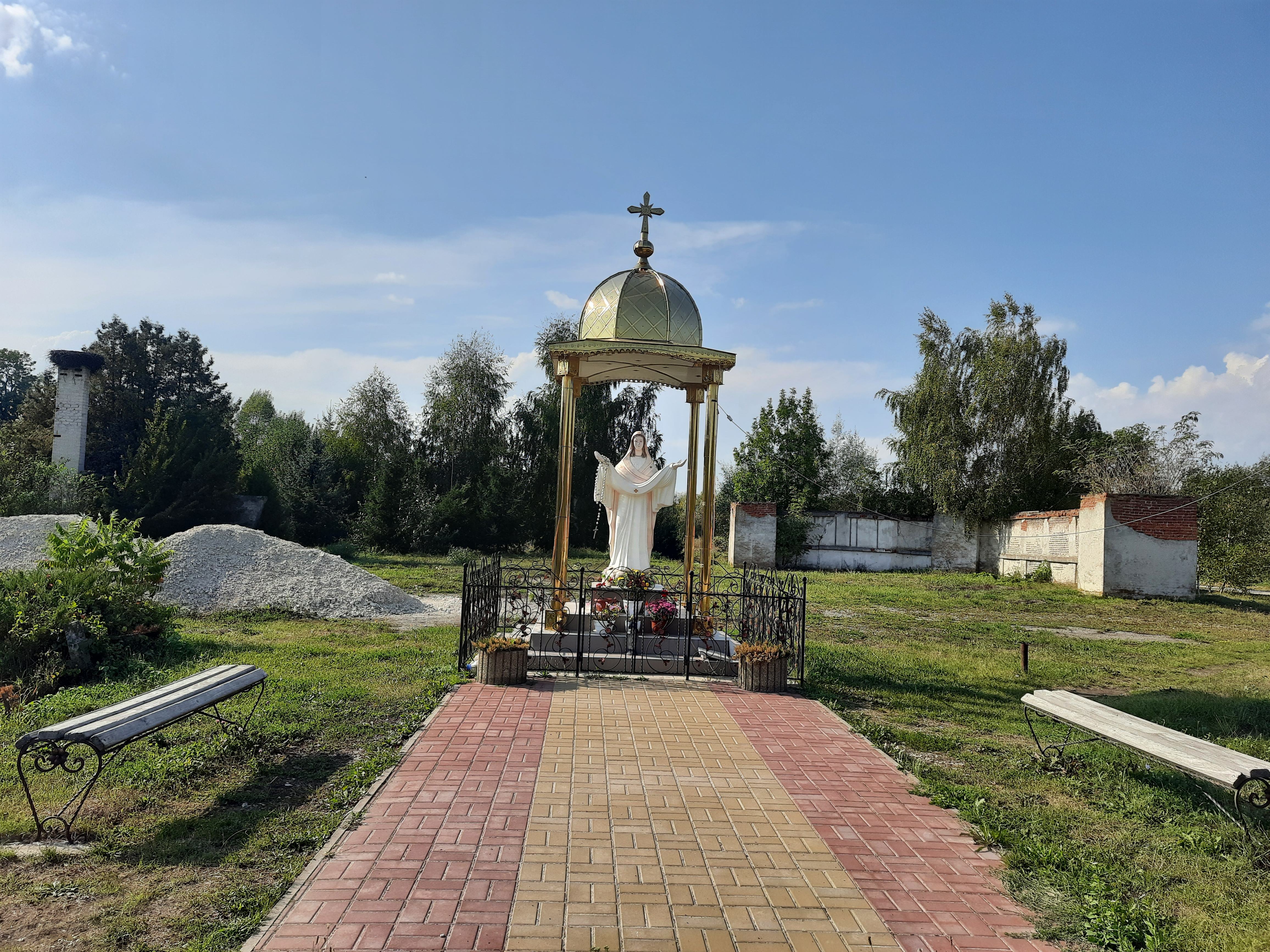
Статуя Божої Матері
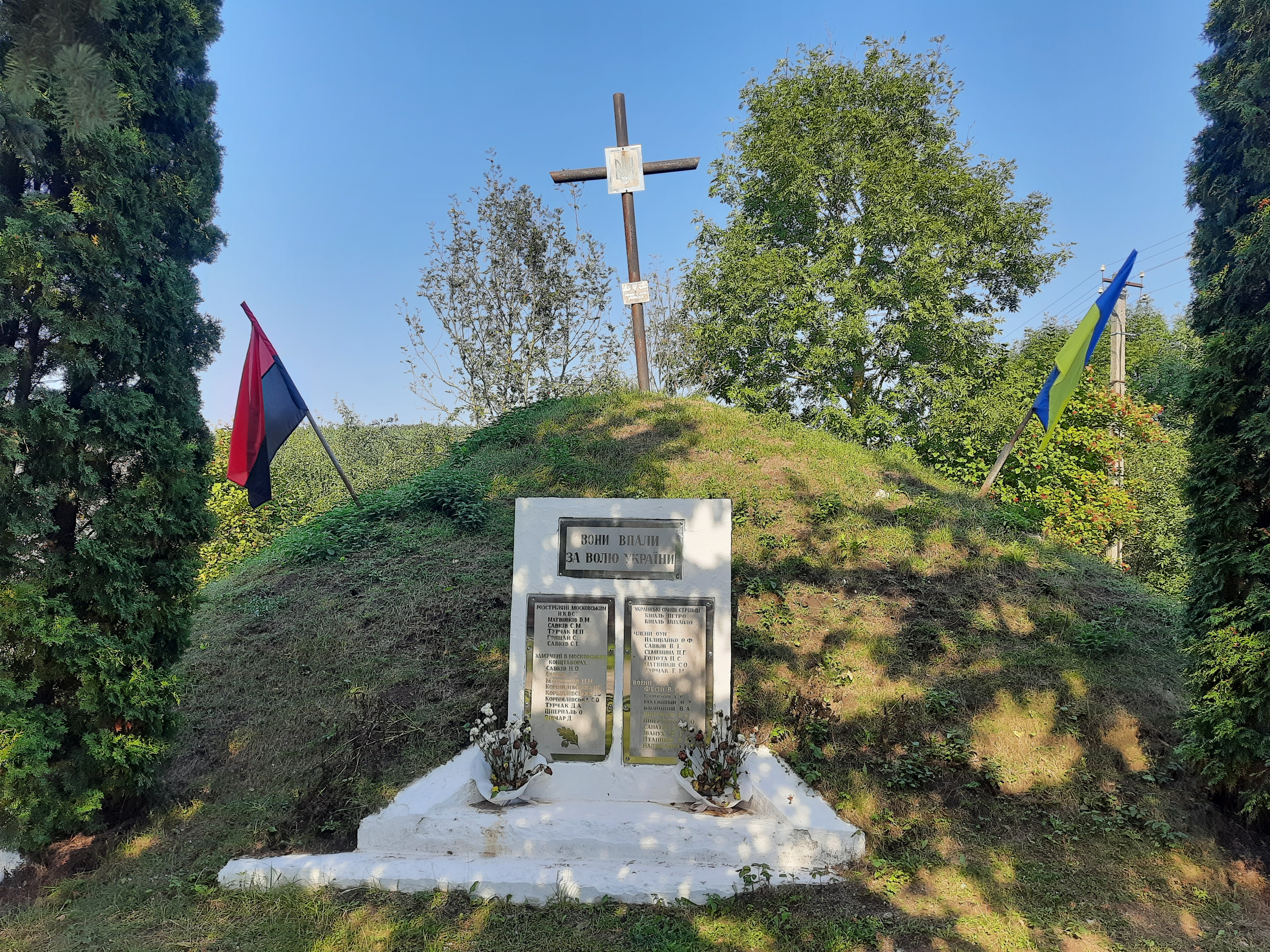
Символічна могила Борцям за волю України
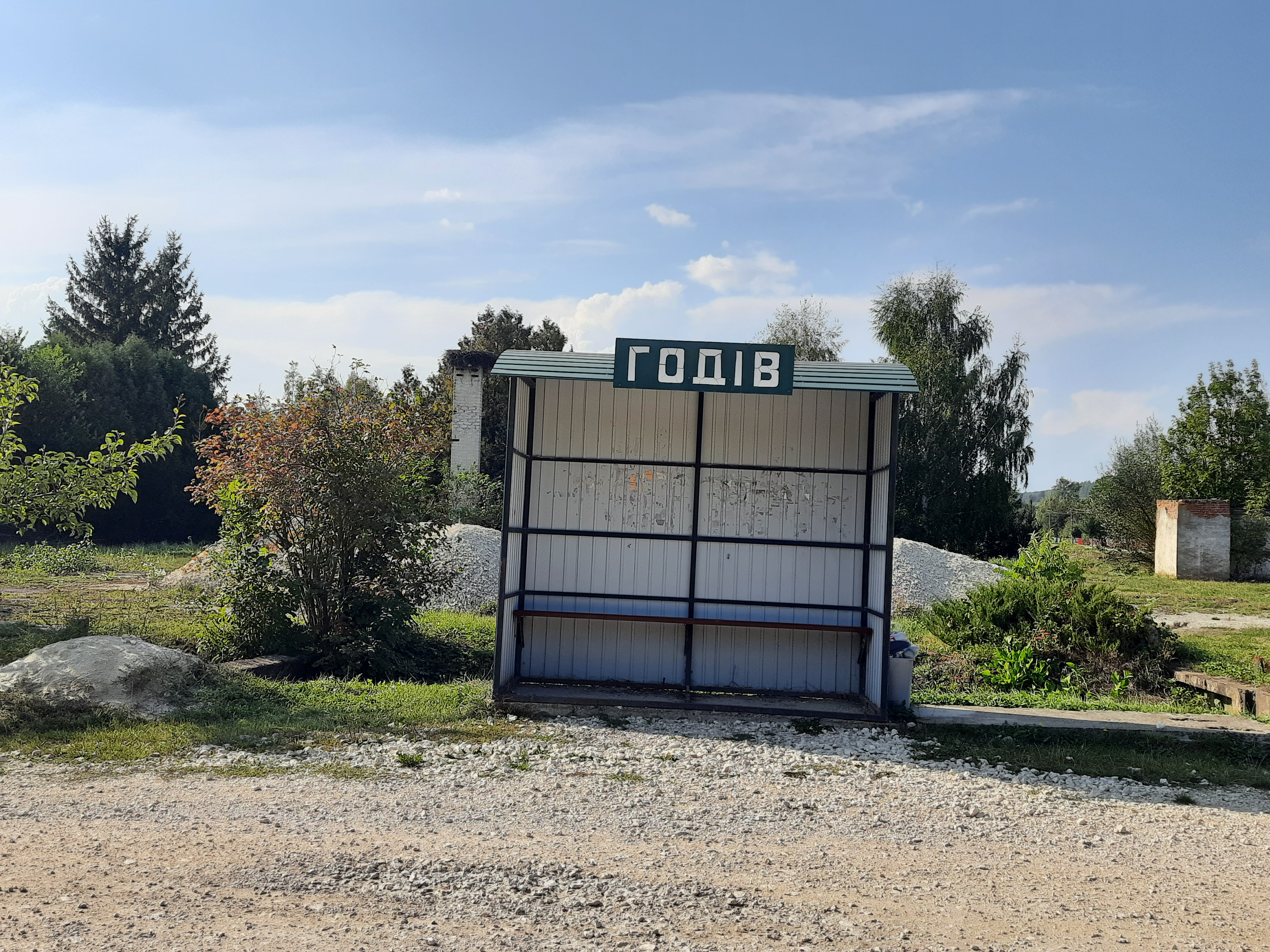
Автобусна зупинка
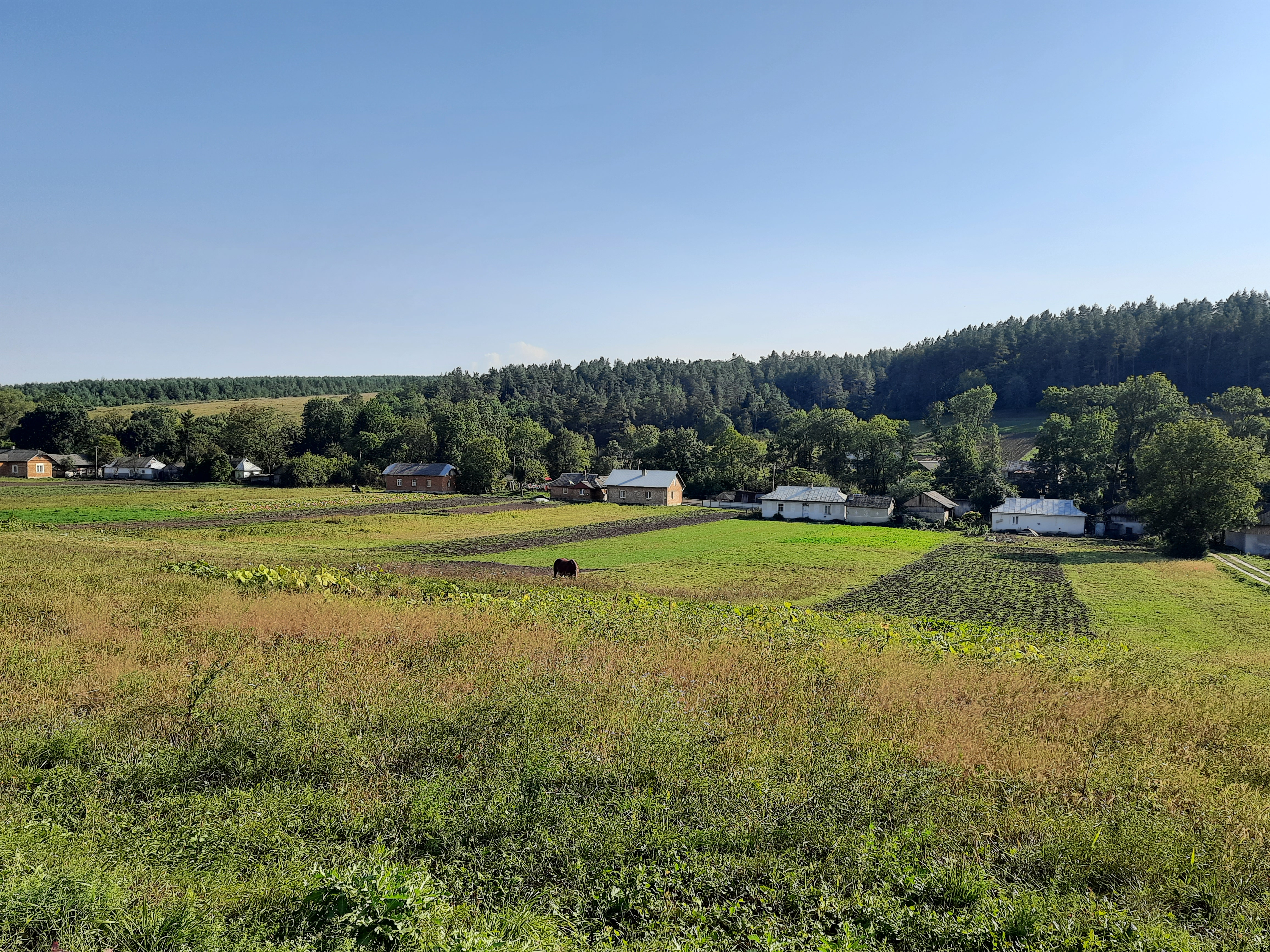
Сільський краєвид